# Roberto Arduim
Roberto Arduim (São José do Rio Preto, 21 de fevereiro de 1950) é um ator brasileiro. Formado em arquitetura, optou pela vida artística. Sua imagem é mais lembrada como o Tio da Sukita anúncio de refrigerante veiculado na televisão em 1999, premiada como a melhor do ano no 21º Festival Brasileiro de Propaganda da Associação Brasileira de Propaganda (ABP). 

## Trabalhos

### Televisão
| Ano  | Título              | Personagem                | Notas                            |
| ---- | ------------------- | ------------------------- | -------------------------------- |
| 2017 | O Homem da Sua Vida | Caio                      |                                  |
| 2014 | Psi                 | Arnaldo                   | Episódio: "Fantasia é Crime?"    |
| 2010 | Uma Rosa Com Amor   | Mr. Smith                 |                                  |
| 2009 | 9mm: São Paulo      | Tenente Ermírio Guimarães | 2 episódios                      |
| 2008 | Água na Boca        | —                         | Participação Especial            |
| 2006 | Malhação            | Romeu                     |                                  |
| 2002 | Marisol             | Leonardo Lima do Vale     |                                  |
| 1999 | Chiquititas         | Samuel                    | Temporada 4                      |
| 1998 | Fascinação          | advogado de Adelaide      |                                  |
| 1994 | Éramos Seis         | José Aranha               |                                  |
| 1985 | Teleteatro          | —                         | Episódio: "Muitos Anos de Vida"  |
| 1984 | Teleteatro          | —                         | Episódio: "A Caravana de Ilusão" |

### Cinema
| Ano  | Título            | Personagem         | Notas          |
| ---- | ----------------- | ------------------ | -------------- |
| 2016 | O Caseiro         | Seu Reinaldo       |                |
| 2014 | Meu Nome é Clint  | Delegado           | Curta-metragem |
| 2001 | Os Xeretas        | Stopa              |                |
| 1999 | A Hora Mágica     | Policial           |                |
| 1998 | Ação Entre Amigos | Jogador de Snooker |                |
| 1992 | PR Kadeia         | Rastreador         | Curta-metragem |
| 1991 | Epopeia           | Amigo              | Curta-metragem |

### Teatro[5]
- 2024 - A Mulher da Van
- 2017/2019 - Aeroplanos
- 2014 - Treze
- 2012 - Sete gatinhos
- 2012 - Dom Juan
- 2012 - Avental todo sujo de ovo
- 2009 - A Aurora de Minha Vida
- 2006 - A Saga da Bruxa Morgana: o Enigma do Tempo
- 2005 - O mistério de Gioconda
- 2004 - As Pequenas Raposas
- 2004 - Sábado, Domingo e Segunda
- 2002 - A Cigana Disse
- 2001/2002 - Trair e Coçar... É Só Começar[2]
- 2000 - Meu Primeiro Amor [6]
- 1998 - Jogo da Velha
- 1997 - Sete vidas
- 1995/1996 - O Amor Venceu
- 1995  - Purcell – O Rei Artur
- 1989/1993 - Uma relação tão delicada
- 1987 - Nijinski
- 1986 - Morango com Chantilly
- 1985 - Santa Joana
- 1981/1984 - A Aurora da Minha Vida[7]
- 1981 - Arlequinadas ou a nova-velha estória de Arlequim, Pierrô, Colombiana e seus patrôes
- 1980 – Quem conta um conto, aumenta um ponto
- 1979 – No Natal a gente vem te buscar
- 1979 – Sonho de uma noite de verão